# Парнасизъм
Парнасизмът е течение във френската литература от втората половина на XIX век, намерило по-късно последователи и в други страни, като части от Източна Европа и Бразилия. Силно повлиян от творчеството на Теофил Готие, парнасизмът получава името си от „Съвременният Парнас“ („Le Parnasse contemporain“), антология, издадена в три части през 1866, 1871 и 1876 г. Сред включените в нея поети са Льоконт дьо Лил, Теодор дьо Банвил, Сюли Прюдом, Стефан Маларме, Пол Верлен, Франсоа Копе, Жозе-Мария дьо Ередия.